# Sodawater

Een glas spuitwater

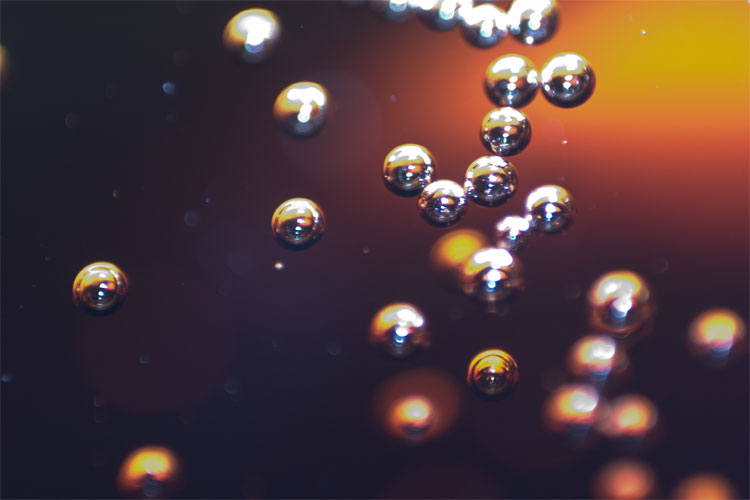
Bubbels in sodawater

Sodawater, gazeuse, bruiswater of spuitwater is water, waarin koolzuurgas (koolstofdioxide) onder druk is opgelost. Dit wordt ook wel carboniseren genoemd. Het opgeloste koolzuurgas wordt na opening van de fles zichtbaar als belletjes tegen de wand van het glas. Een fles met sodawater staat onder druk door het opgeloste gas, dat deels uit de vloeistof ontsnapt.
Sodawater is een grondstof voor vele frisdranken.
Naast kunstmatig geproduceerd sodawater, komt sodawater ook in de natuur voor. Natuurlijk sodawater kan zich ontwikkelen door vulkanische activiteit in de nabijheid van een bron. Enkele bekende merken van sodawater bieden deze natuurlijke variant aan, ook wel onder de aanduiding mineraalwater of bronwater. Indien dat type water opgelost koolzuurgas bevat is er sprake van natuurlijk sodawater.

## Gebruik
Sodawater wordt gebruikt in combinatie met alcoholhoudende dranken als whisky (whisky-soda), wijn (spritzer), maar het kan ook gemengd worden met limonade of vruchtensap om een frisdrank te maken.

## Geschiedenis

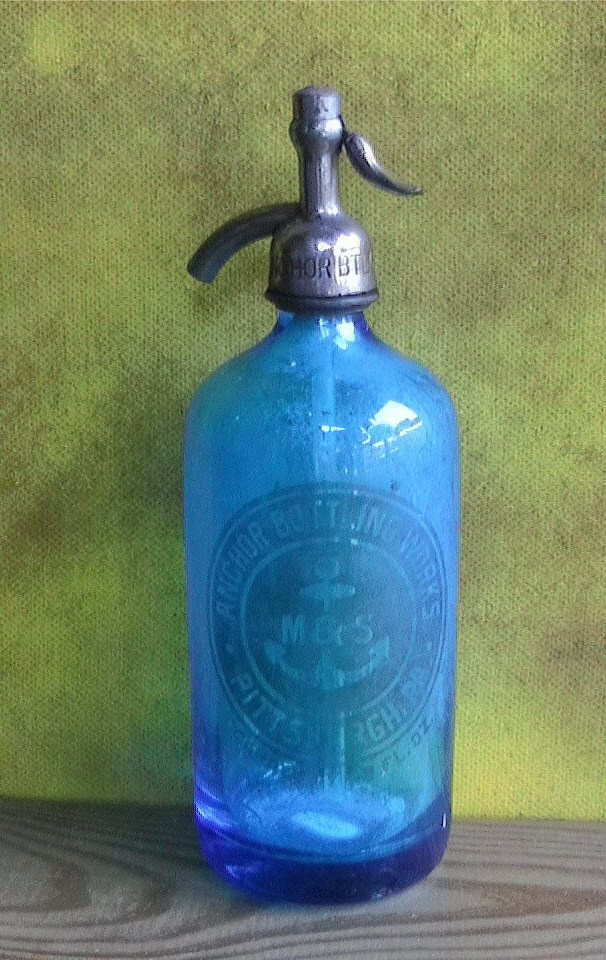
Een sodasifon uit ongeveer 1922

Het maken van sodawater is ontdekt of uitgevonden in 1767 door Joseph Priestley, een wetenschapper uit de 18e eeuw.
Sodawater werd vroeger gemaakt door soda (vooral dubbelkoolzure soda, natriumbicarbonaat) aan water toe te voegen, waarbij koolzuur vrijkomt. Door deze methode van fabricage bevat sodawater vrij veel natrium, een van de componenten van keukenzout. Spuitwater bevat minder natrium.

## Thuisfabricage
In de 19e eeuw raakte sodawater in de mode. Er kwam apparatuur op de markt waarmee consumenten thuis zelf sodawater konden maken. Zo kreeg de Amerikaan Gustavus Dows in 1870 patent op de "soda fountain", tegenwoordig "sodamaker" genoemd. Deze apparaten bestaan voornamelijk uit een fles met koolzuurgas om kraanwater mee te behandelen.
Vanaf 1998 kwam het maken van sodawater weer in de mode, na de introductie van de SodaStream. Met dit apparaat kan koolzuurgas, dat bij het apparaat wordt geleverd, worden opgelost in kraanwater met behulp van speciale kunststofflessen. Deze worden eveneens met het apparaat meegeleverd. Er zijn smaakstoffen verkrijgbaar om aan het sodawater toe te voegen.

## Heet sodawater
Met sodawater wordt ook wel bedoeld (heet) water waar natriumcarbonaat (soda) in is opgelost. Dit is niet drinkbaar, maar wordt gebruikt als schoonmaak- of ontsmettingsmiddel.